# Magnolia pahangensis
Magnolia pahangensis là một loài thực vật có hoa trong họ Magnoliaceae. Loài này được Noot. mô tả khoa học đầu tiên năm 1987.